# Swan Songs (álbum de Hollywood Undead)
Swan Songs —en español: Canciones del cisne— es el álbum debut de la banda estadounidense de rap metal Hollywood Undead. Fue lanzado el 2 de septiembre de 2008. «Everywhere I Go» fue el primer sencillo del álbum, solo estuvo disponible en iTunes ya que fue lanzado como sencillo de web. La banda lanzó cuatro videos musicales para cuatro canciones del álbum, «No.5», «Undead», «Young», y «Everywhere I Go». Al venderse en Amazon.com y en otras páginas en línea, el álbum incluye una pista adicional y una opción para abrir un video musical.

## Lista de canciones
| N.º | Título                 | Duración |  |
| 1.  | «Undead»               | 4:25     |  |
| 2.  | «Sell Your Soul»       | 3:14     |  |
| 3.  | «Everywhere I Go»      | 3:30     |  |
| 4.  | «No Other Place»       | 3:16     |  |
| 5.  | «No. 5»                | 3:05     |  |
| 6.  | «Young»                | 3:16     |  |
| 7.  | «Black Dahlia»         | 3:45     |  |
| 8.  | «This Love, This Hate» | 3:57     |  |
| 9.  | «Bottle and a Gun»     | 3:32     |  |
| 10. | «California»           | 3:17     |  |
| 11. | «City»                 | 3:34     |  |
| 12. | «The Diary»            | 4:35     |  |
| 13. | «Pimpin'»              | 3:07     |  |
| 14. | «Paradise Lost»        | 3:10     |  |

Indie Store Edition

| N.º | Título     | Duración |  |
| 15. | «The Loss» | 3:16     |  |

Hot Topic Edition

| N.º | Título              | Duración |  |
| 15. | «Knife Called Lust» | 3:00     |  |

iTunes Edition

| N.º | Título | Duración |  |
| 15. | «Pain» | 2:41     |  |

iTunes Edition

| N.º | Título    | Duración |  |
| 17. | «Circles» | 3:33     |  |

Smartpunk Edition

| N.º | Título        | Duración |  |
| 15. | «The Natives» | 3:42     |  |

UK & Japanese Edition

| N.º | Título              | Duración |  |
| 15. | «Pain»              | 2:41     |  |
| 16. | «Knife Called Lust» | 3:00     |  |

## Músicos
Hollywood Undead
- Charlie Scene - rapeos, guitarra principal
- Da Kurlzz – batería, percusión, rapeos, screams
- Deuce – vocales, producción, rapeos
- Funny Man – rapeos, barítono
- J-Dog – teclados, sintetizador, rapeos, guitarra rítmica
- Johnny 3 Tears – rapeos